# Política Sexual
Política Sexual (em inglês: Sexual Politics) é um livro feminista publicado por Kate Millett em 1970. Trata-se de um livro acadêmico, resultado de sua tese de doutorado na Universidade de Columbia. 
Nele, Millett analisa literatura, pintura, filosofia e estudos históricos e antropológicos publicados nos séculos XIX e XX, relacionando-os à ideologia patriarcal presente na educação e políticas públicas em vigor no período analisado, com ênfase nos aspectos de controle populacional e definição do papel da mulher na sociedade.

## Capítulos do livro
I - A revolução sexual
Na política
Polémica
Engels e a teoria revolucionária
II - A contra-revolução
Política reaccionária
A reacção ideológica